# Ноэль, Кристиан
Кристиан Ноэль (фр. Christian Noël, р. 13 марта 1945) — французский фехтовальщик-рапирист, олимпийский чемпион, чемпион мира.

## Биография
Родился в 1945 году в Ажене. В 1964 году стал бронзовым призёром Олимпийских игр в Токио. В 1965 году завоевал бронзовую медаль чемпионата мира. В 1968 году стал чемпионом Олимпийских игр в Мехико. В 1971 году стал чемпионом мира. В 1972 году на Олимпийских играх в Мюнхене завоевал две бронзовые медали. В 1973 году вновь стал чемпионом мира. На чемпионате мира 1974 года завоевал бронзовую медаль. На чемпионате мира 1975 года стал обладателем двух золотых медалей. В 1976 году стал бронзовым призёром Олимпийских игр в Монреале.